# Casey Schmidt
Casey William Schmidt, (nacido el 30 de septiembre de 1970 en Chicago, Illinois) es un exjugador de baloncesto estadounidense. Con 1.98 de estatura, su puesto natural en la cancha era el de alero. 

## Trayectoria
- Universidad de Arizona (1989-1991)
- Universidad de Valparaíso (1992-1994)
- Geneve-Versoix Basket (1995-1996)
- Gießen 46ers (1996-1997)
- Élan Sportif Chalonnais (1997-1998)
- Pallacanestro Treviso (1998-1999)
- Basket Napoli (1999)
- Scaligera Basket Verona (1999-2001)
- Dafni Atenas (2001)
- Valencia Basket (2002)
- Bàsquet Manresa (2002-2003)
- Basket Napoli (2003-2004)
- Bàsquet Manresa (2004)